# 2873 Binzel
Binzel (asteróide 2873) é um asteróide da cintura principal, a 1,8947458 UA. Possui uma excentricidade de 0,1582515 e um período orbital de 1 233,5 dias (3,38 anos).
Binzel tem uma velocidade orbital média de 19,85219052 km/s e uma inclinação de 5,90363º.
Este asteróide foi descoberto em 28 de Março de 1982 por Edward Bowell.